# Перфорација носне преграде
Перфорација носне преграде (лат. perforatio septi nasi) представља дефект дела носног септума.

## Етиологија
Перфорација носне преграде најчешће настаје после трауме, као што је операција септума, обострана каутеризација, а могу је изазвати и страна тела у носу, стална иритација прстима, професионална експозиција хроматима или употреба кокаина. Јавља се и код патолошких процеса (лупус, сифилис, хематом, апсцес, малигни гранулом, суви ринитис) или идиопатски, без јасног узрока.

## Клиничка слика
Доминантни симптоми су иритација носа, крусте, повремено крварење из носа, звиждање при удисању. При прегледу предњом риноскопијом се виде место и величине перфорације. Дефект је најчешће присутан у хрскавичавом делу септума.

## Дијагноза
Дијагноза се поставља на основу анамнезе, клиничке слике, ОРЛ прегледа (предња риноскопија).

## Терапија
Најчешће терапија није потребна. Лечење се састоји од примене алкалних капи за нос, а некада је могућа хируршка корекција са затварањем дефекта локалним режњевима.